# Parinari campestris
Parinari campestris är en tvåhjärtbladig växtart som beskrevs av Jean Baptiste Christophe Fusée Aublet. Parinari campestris ingår i släktet Parinari och familjen Chrysobalanaceae. Inga underarter finns listade i Catalogue of Life.